# Qara Qarayev (Metro Baku)
Qara Qarayev (ehemals Avrora) ist ein Knotenpunkt der Linien 1 und 2 der Metro Baku.
Die Station wurde am 6. November 1972 mit dem Namen „Avrora“ in Betrieb genommen. 1976 wurde die Station zu einem Knotenpunkt, als die Linie 2 der Metro Baku hier eröffnet wurde. 1991, nach dem Ende der Sowjetunion wurde auch der alte Name durch den jetzigen ersetzt. Es ist geplant, dass an dieser Station die zukünftige Blaue Linie halten wird.
Ein Busbahnhof befindet sich in der Nähe der Bahnhofsanlage. Er wird von zahlreichen Linien angefahren.